# Rupatar
Rupatar (en népalais : रुपटार) est un comité de développement villageois du Népal situé dans le district d'Udayapur. Au recensement de 2011, il comptait 3 665 habitants.